# Аккерман, Кристиан

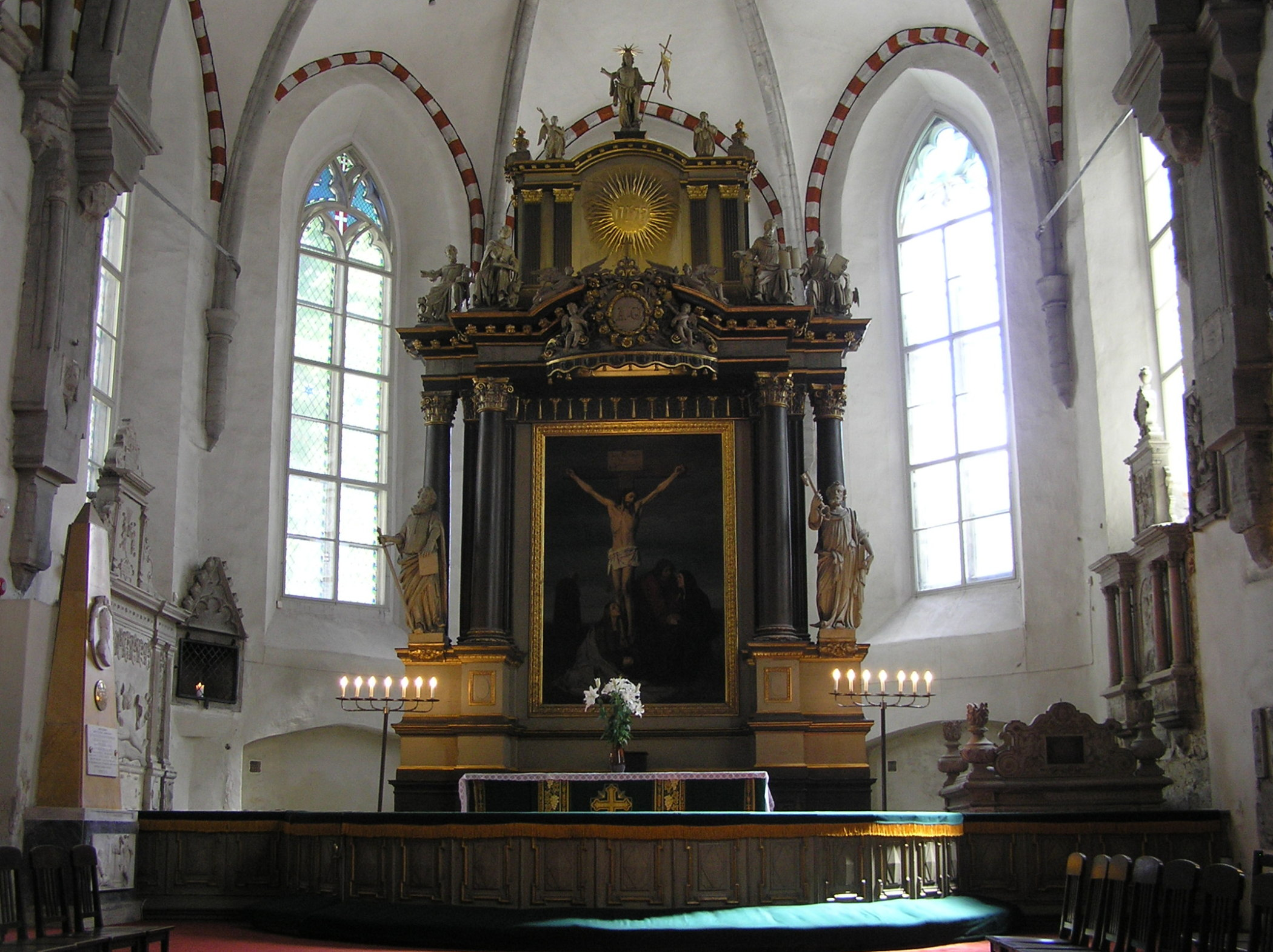
Алтарь Домского собора работы К. Аккермана

Кристиан Аккерман (эст. Christian Ackermann; до 1670, Кёнигсберг — 1710, Таллин) — скульптор и резчик по дереву XVII—XVIII веков, активно творивший в Таллине (тогда Шведская Эстляндия).

## Биография
Выходец из Кёнигсберга. Работал в Риге, Стокгольме и Данциге. В 1675 году переселился и до смерти жил в Таллине. Создал здесь собственную скульптурную мастерскую.
Умер в 1710 году в Таллине во время эпидемии чумы.

## Творчество

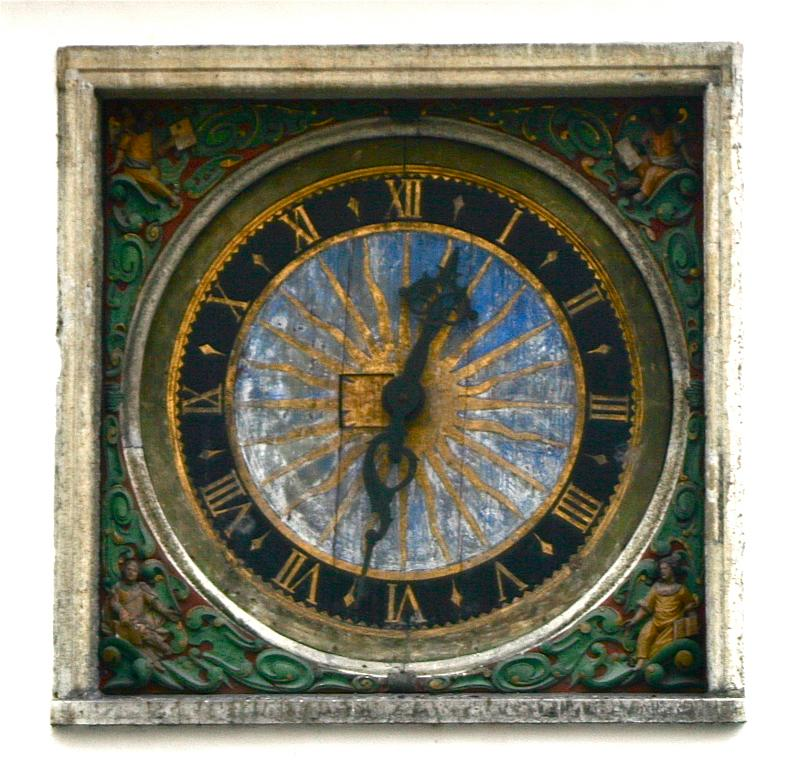
Резные часы в стиле барокко церкви Святого Духа в Таллине (1684) К. Аккермана

Кристиан Аккерман — одним из самых выдающихся мастеров барокко на территории Эстонии. Оказал большое влияние на искусство барокковой скульптуры Центральной и Северо-Восточной Европы, в частности, развитие акантового орнамента.
В 1686 году создал живописную, динамично расчлененную кафедру и великолепный, но несколько более строгих форм алтарь в том же стиле (1696) таллинского Домского собора. В мастерской Кристиана Аккермана выполнено и большинство из 107 эпитафий, украшающих собор, все они свидетельствуют о том, что он мастерски исполнял орнаменты с мотивами аканта.
Среди других известных работ К. Аккермана:
- Баптистерий в Шведской церкви Святого Михаила (Таллин, около 1680)
- Алтарь церкви Симуна (1688)
- Алтарь и амвон для церкви в Тюри
- Алтарь и кафедра Домского собора, которую держит деревянная скульптура Моисея с 10 заповедями в Таллине
- Резные часы в стиле барокко для церкви Святого Духа в Таллине (1684)
- Алтарь для церкви в Мартна
- Кафедра для церкви в Юуру (1695)
- Кафедра для церкви Карузе (1697)
- Распятие для церкви в Коэру (конец XVII века).